# Irfaan Ali
Mohamed Irfaan Ali, né le 25 avril 1980 à Leonora, est un homme politique guyanien, président de la république coopérative du Guyana depuis le 2 août 2020. 
Antérieurement, il est membre du Parti populaire progressiste, puis ministre de l'Habitation et de l'Eau et ministre du Tourisme, de l'Industrie et du Commerce sous la présidence de Donald Ramotar.

## Biographie

### Premières années
Fils d'enseignants indo-guyaniens de confession musulmane, Irfaan Ali naît le 25 avril 1980 à Leonora, un village situé près de la capitale Georgetown, dans la région des Îles d'Essequibo-Demerara occidental.
Il effectue plusieurs années d'études supérieures. Il obtient un doctorat en aménagement urbain et régional en 2019 à l'université des Indes occidentales, une maîtrise en planification de la main-d'œuvre, un diplôme d'études supérieures en commerce international, un certificat d'études supérieures en finance de l'université Anglia Ruskin, d'une maîtrise en droit commercial international de l'université de Salford et un baccalauréat en gestion d'entreprise de l'université de Sunderland[réf. souhaitée].

### Débuts en politique
Irfaan Ali fait son entrée en politique en 2006 en tant que membre du parlement guyanien. Entre 2011 et 2015, sous la présidence de Donald Ramotar, il occupe les fonctions de ministre de l'Habitation et de l'Eau et de ministre du Tourisme, de l'Industrie et du Commerce.
Comme ministre de l'Habitation et de l'Eau, il met en œuvre une distribution massive de lots aux citoyens de toutes les couches sociales et les régions.

### Présidence de la République
En 2020, il est choisi comme candidat présidentiel du Parti populaire progressiste aux élections générales du mois de mars. Le 2 mars, il remporte les élections contre le président sortant David Granger avec quelque 51 % des suffrages exprimés. Cependant, son entrée en fonction est retardée, vu des mises en doute de l'intégrité du processus électoral et la décision subséquente de procéder à un nouveau décompte des bulletins de vote. Cinq mois plus tard, les résultats électoraux sont confirmés, Irfaan Ali prête serment le 2 août 2020 et devient alors le 10e président du Guyana.

#### Crise de la Guayana Esequiba
La présidence d'Irfaan Ali est notamment marquée par une résurgence du différend frontalier entre le Guyana et le Venezuela. Dans un discours adressé à l'occasion du 55e anniversaire de l'indépendance du Guyana, il affirme d'ailleurs vouloir mettre un terme aux revendications territoriales vénézuéliennes sur la majorité du territoire guyanien. Il affirme être convaincu que la justice sera rendue lorsque la Cour internationale de justice tranchera l'affaire qui est à ce moment devant elle.
Le 3 décembre 2023, le président vénézuélien Nicolás Maduro convoque un référendum, invitant les citoyens à se prononcer sur les revendications concernant le Guayana Esequiba, région internationalement reconnue comme faisant partie du Guyana. Celui-ci se solde par un écrasant appui au projet d'annexion de la région au territoire vénézuélien, fournissant à Maduro une légitimité accrue pour poursuivre ses démarches d'annexion. Après avoir signifié à sa population qu'elle n'avait rien à craindre à court terme et que le Guyana privilégiait la diplomatie, Irfaan Ali déclare le 5 décembre que la décision du Venezuela d'octroyer des cartes d'identité à la population du territoire disputé et des licences d'exploitation pétrolière constituait une « menace directe pour l’intégrité territoriale, la souveraineté et l’indépendance politique du Guyana » et que le pays « intensifiera les mesures de précaution pour sauvegarder son territoire ».
Face à la montée des tensions, Ali répète que le Guyana est un pays de paix et qu'il désire avant tout s'en remettre à une éventuelle décision de la Cour internationale de justice, et ce, en conformité avec les Accords de Genève de 1966,.